# Landtag Reuß jüngerer Linie (1886–1889)
Dieser Artikel behandelt den  Landtag Reuß jüngerer Linie 1886–1889. 

## Landtag
Der Landtag Reuß jüngerer Linie wurde in zwei Kurien gewählt. Drei Mandate wurden durch die Höchstbesteuerten (HB) gewählt die anderen in allgemeinen Wahlen (AW) in Ein-Personen-Wahlkreisen bestimmt. Daneben bestand eine Virilstimme für den Inhaber des Reuß-Köstritzer Paragiums (RKP). Die Wahlen fanden am 15. September 1886 statt.
Als Abgeordnete wurden gewählt: 
| Name                               | Partei       | Wohnort            | Kurie | Wahlkreis | Anmerkung                                                                       |
| ---------------------------------- | ------------ | ------------------ | ----- | --------- | ------------------------------------------------------------------------------- |
| Alexander Anton Oskar Fröb         | NLP          | Lobenstein         | AW    | 11        |                                                                                 |
| Ludwig Walther Fürbringer          | NLP          | Gera               | HB    |           |                                                                                 |
| Johann Georg Friedrich Graesel     |              | Kulm bei Saalburg  | AW    | 9         |                                                                                 |
| Heinrich Erdmann Fürchtegott Hagen |              | Gera               | HB    |           |                                                                                 |
| Heinrich IV. von Reuß-Köstritz     |              | Köstritz           | RKP   |           |                                                                                 |
| Karl Bernhard Jäger                | linksliberal | Hirschberg/Saale   | AW    | 12        |                                                                                 |
| Heinrich Gustav Kalb               | DFsP         | Gera               | AE    | 2         |                                                                                 |
| Kurt Alwin Lade gen. Ruick         |              | Gera               | AW    | 1         |                                                                                 |
| Christian Heinrich Lautenschläger  |              | Langenwolschendorf | AW    | 8         |                                                                                 |
| Johann Theodor Wilhelm Meyer       |              | Gera               | HB    |           | Mandat vor seinem Tod am 7. September 1887 niedergelegt. Nachfolger: Oberländer |
| Carl Hermann Oberländer            |              | Gera               | HB    |           | Ab 14. März 1888 für Meyer                                                      |
| Karl Berthold Reinhold Reuschel    |              | Ebersdorf          | AW    | 10        |                                                                                 |
| Johann Paul Schlick                |              | auf Zwötzen        | AW    | 5         |                                                                                 |
| Franz Hermann Schlutter            |              | Zwötzen            | AW    | 4         |                                                                                 |
| Franz Ferdinand Wacker             |              | Langenwolschendorf | AW    | 6         |                                                                                 |
| Karl Otto Walther                  |              | Schleiz            | AW    | 7         |                                                                                 |
| Karl Friedrich Anton Wartenburg    |              | Gera               | AW    | 3         | Verstorben am 24. April 1889                                                    |

Landtagskommissar war der geheime Regierungsrat Robert Fischer. Unter dem Alterspräsidenten Bernhard Jäger wählte der Landtag Walther Fürbringer als Landtagspräsidenten. Als Vizepräsident wurde Karl Wartenburg gewählt (ab dem 16. Juli 1889 war dies Bernhard Jäger). Schriftführer war Franz Schlutter. Stellvertretender Schriftführer war Heinrich Lautenschläger.
Der Landtag trat vom 31. Oktober 1886 bis zum 18. Juli 1889 in 28 öffentlichen Plenarsitzungen in zwei  Sitzungsperioden zusammen. Der Landtagsabschied datiert vom 11. September 1889.
Für die Zeit zwischen den Sitzungsperioden wurde ein Landtagsausschuss gewählt. Dieser bestand aus: 
| Landesteil                      | Mitglied                | Stellvertreter    | Von-Bis |
| ------------------------------- | ----------------------- | ----------------- | ------- |
| Landesteil Gera                 | Walther Fürbringer      | Heinrich Hagen    |         |
| Landesteil Schleiz              | Bernhard Jäger          | Otto Walther      |         |
| Landesteil Lobenstein-Ebersdorf | Heinrich Lautenschläger | Reinhold Reuschel |         |